# Benigno Aquino
Benigno Simeón "Ninoy" Aquino y Aquino (Concepción, Tarlac, 27 de noviembre de 1932 - Manila, 21 de agosto de 1983), más conocido como Benigno Aquino, Jr., fue un periodista y político filipino.
Era hijo de Benigno S. Aquino, Sr. y de Aurora Aquino. Pertenecía a una influyente familia de la isla de Luzón. Su abuelo, Servillano Aquino, había sido general en el ejército revolucionario de Emilio Aguinaldo.
Trabajó en primer lugar como periodista, profesión por la que estuvo destinado como corresponsal de guerra en Corea a la edad de 17 años. Debido a sus méritos como periodista recibió como premio la "Legión de Honor" por parte del presidente Elpidio Quirino. 
A su regreso a Filipinas inició sus actividades políticas en el Partido Liberal. Fue alcalde a los 22 años, vicegobernador a los 27 y gobernador de su provincia, Tarlac, a los 29. En la década de los 60 fue ministro en los gobiernos de Carlos P. García y Diosdado Macapagal. La llegada del dictador Ferdinand Marcos lo llevó a la oposición. Perseguido por sus ideas fue condenado a muerte en 1977, pero la sentencia no fue ejecutada.
En mayo de 1980, se le permite exiliarse en los Estados Unidos, de donde regresó a su país tres años más tarde, a pesar de las amenazas de diversos grupos paramilitares. Fue asesinado en cuanto descendió del avión en el propio Aeropuerto Internacional de Manila, que actualmente lleva su nombre sin que hasta la fecha se haya podido esclarecer la autoría. Su viuda, Corazón Aquino, fue su heredera política, y luego de una intensificación del rechazo popular al régimen del presidente Marcos, generada tras este asesinato, finalmente venció en las elecciones celebradas en 1986, sustituyendo al dictador Marcos como presidente.
El hijo de Benigno y Corazón, Benigno Aquino III (también conocido como "Noynoy" Aquino), fue elegido presidente de Filipinas en 2010, continuando la dinastía familiar.